# 氟西泮
氟西泮（flurazepam，在美国的商品名是Dalmane和Dalmadorm，中国一般就以盐酸氟西泮销售）是一种苯二氮䓬类派生药物。该药可作为抗焦虑药、镇痉剂、镇静剂及肌肉松弛剂。该药产生一种半衰期长达40－250小时的代谢产物，这种产物可在血流中停留达4天。对于某些人，由于第二天会有镇静效果，不能使用氟西泮治疗失眠。口服药物1/2到1小时后发挥作用。

## 适应症

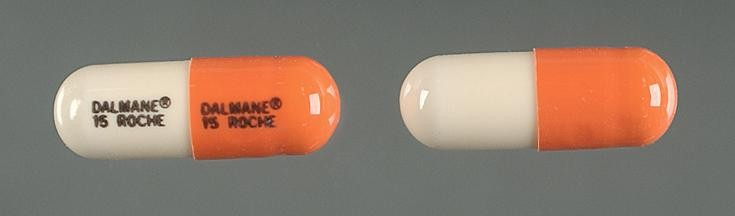
氟西泮在美国的胶囊外观

该药用于失眠的短期治疗。失眠即指无法入睡或无法保持睡眠状态，导致睡眠不足。氟西泮是长效苯二氮䓬类药物，作用于无法保持睡眠状态的患者。中等半衰期的苯二氮䓬类(如氯普唑仑、氯甲西泮、替马西泮)对难于保持睡眠的患者有效。安眠药只应短期服用，对于慢性失眠患者应间断服用。

## 副作用
该药最普遍的副作用是头晕眼花，困倦及共济失调。氟西泮有被滥用的可能性，且不能与酒类及其他催眠物质共同服用。该药可能让人上瘾甚至致死。患者应严格按处方服药，并应在需要长时间睡眠时服用。次日常伴有困倦。

## 耐药性，药物依赖和戒断症状
一篇审查报告发现长期服用氟西泮会产生药物耐受性、药物依赖性、失眠反跳现象以及中枢神经系统相关副作用。氟西泮最好短期低剂量服用，以避免长期服药并发症。非药理学治疗却发现，氟西泮有助于改善睡眠质量。 氟西泮及其他苯二氮䓬类如膦西泮，硝西泮在治疗老年精神病患者七天后药效下降。 氟西泮与巴比妥类有交叉耐受性，习惯于使用巴比妥酸盐作为镇静催眠剂的患者可用氟西泮替换。
停服氟西泮四天后可能发生失眠反跳现象或是苯二氮䓬类戒断综合征

## 老年
有许多关于失眠症的医学文献提供了大量关于失眠的非药治疗对于全年龄段成年人的有效性和持续性，但这些发现并未得到充分利用。与包括氟西泮在内的苯二氮䓬类药物相比，类苯二氮䓬类镇静催眠药并未广泛使用，然而却对老年人有显著的药效。老年患者的耐药性与非苯二氮䓬类安眠药更有可能使患者增加上瘾，记忆下降及抑制解除("逆理性躁动")的风险。某些新药如褪黑激素，采用更新更安全的机理，为老年慢性失眠症患者带来希望。长期使用镇静催眠剂治疗失眠并未有证据支持，相反，因为有副作用如认知性损伤（顺行性遗忘症），次日镇静效益，动力失调以及增加机车交通事故的风险而不被看好。另外，长期服用镇静催眠剂的药效和安全性在3个月的治疗中并不比安慰剂好，6个月的治疗中比安慰剂差。(NEJM, 1983, 1994, et seq.)

## 药理学
氟西泮是一种经典的苯二氮，另外的经典苯二氮包括安定、氯硝西泮、奥沙西泮、劳拉西泮、硝西泮、溴西泮及氯拉䓬酸。 氟西泮产生半衰期长约40-250小时的活性代谢产物。夜间服用氟西泮的残留效应会造成次日困倦，损伤精神和认知 功能，并有可能造成车祸，摔倒及股骨骨折。
氟西泮是亲脂性的，通过肝的氧化途径代谢。氟西泮的主要药理学效应是通过连接在GABAA受体上的位点使氯离子流入GABAA神经元而增加GABA对GABAA受体的活性。 氟西泮由于是苯二氮受体的部分激动剂（其他苯二氮是完全激动剂）而尤其独特。
氟西泮对孕妇禁忌。由于氟西泮会由乳汁分泌，建议孕妇在哺乳期禁用。

## 药物滥用
氟西泮有被滥用的可能。两者不同类型的滥用跟氟西泮有关，一是为了产生快感而使用的游戏性滥用，二是超越医学指导的长期持续使用。

## 法律状态
氟西泮在精神药物公约中是IV类，在中国2007年版精神药品品种目录中是第二类。